# Black/Matrix Zero
Black/Matrix Zero est un jeu de rôle tactique développé par Flight-Plan et publié par NEC InterChannel sur Game Boy Advance et sorti le 30 août 2002 au Japon.